# 대우 차세대 트럭
대우 차세대 트럭은 1995년 10월 19일 대우 대형트럭의 후속으로 출시된 트럭이다. 대우상용차(대우중공업 트럭사업부)에서 최초로 독자 개발한 트럭이며, 2001년 1월 엔진을 업그레이드하고 마이너체인지를 거친 신형 차세대 트럭 울트라가 시판되었으며 2004년 7월에 타타대우 노부스에게 자리를 넘겨주고 단종되었다.

## 역사
- 1990년 9월: 대우자동차 트럭사업부의 상용차 신제품 개발 및 신공장 건립을 위한 T-Project Team(티프로젝트팀) 개설
- 1991년 10월: 대우자동차 트럭사업부의 대형트럭 자체개발계획 확정.
- 1992년 10월 ~ 1995년 5월: 영국 MIRA의 풍동시험 통과 후 최종 디자인 확정, 영국 밀부룩의 고난이도 주행테스트 통과 후 최종 시판 확정.
- 1995년 5월: 대우중공업 군산공장 완공, 사전계약 개시.
- 1995년 6월: 대우자동차의 트럭사업부를 대우중공업에 넘겨서 회사명을 대우상용차로 변경
- 1995년 9월: 생산 개시.
- 1995년 10월 19일: 대우중공업 독자 기술이자 국산트럭 최초로 독자 개발된 대우 차세대 트럭 13종[1] 출시 및 시판
- 1995년 12월 15일: 대우기술상 대상 수상.
- 1996년 1월: 이스즈 파워 기반의 대우 대형트럭이 최종적으로 생산이 종료되었다
- 1996년 3월: 19t 덤프트럭, 8.5t/14t/19.5t 카고트럭 시판
- 1997년 3월 8일: 23t 덤프트럭[2], 24t 카고트럭 시판.
- 1998년 9월: 국산트럭 최초로 RHD사양 출시.
- 1999년 9월 20일: 24t 덤프트럭, 25t 카고트럭, 90t 트랙터 시판.
- 2001년 1월: 엔진을 업그레이드하고 전면부 마이너체인지를 거친 신형 차세대 트럭 울트라 출시 및 시판.
- 2003년 3월 : 12단 AMT 선택사양 출시
- 2004년 7월: 생산종료, 마이너체인지 모델로 타타대우 노부스가 출시되었다.

## 라인업
- 8톤 카고
- 8.5톤 카고
- 11톤 풀카고[3]
- 11.5톤 카고
- 14톤 카고
- 16톤 카고
- 19톤 카고
- 19.5톤 카고
- 20.5톤 카고
- 22톤 카고
- 24톤 카고
- 25톤 카고
- 8톤 덤프
- 14.5톤 덤프
- 15톤 덤프
- 19톤 덤프
- 21.5톤 덤프[4]
- 23톤 덤프
- 24톤 덤프
- 6m3 믹서트럭
- 39톤 트랙터
- 60톤 트랙터
- 75톤 트랙터
- 90톤 트랙터
- 28m 콘크리트 펌프카
- 32m 콘크리트 펌프카
- 36m 콘크리트 펌프카
- 40m 콘크리트 펌프카
- 43m 콘크리트 펌프카
- 46m 콘크리트 펌프카
- 12m 자주식 콘크리트 펌프트럭
- 15m 자주식 콘크리트 펌프트럭
- 21톤 하이드로 트럭식 크레인
- 15톤 셀프로더[5]
- 23톤 BCC트럭[6]
- 7.5톤 렉카[7]
- 11톤 렉카[8]
- 10kl 탱크로리
- 12kl 탱크로리
- 14kl 탱크로리
- 16kl 탱크로리
- 18kl 탱크로리
- 20kl 탱크로리
- 22kl 탱크로리
- 24kl 탱크로리
- 26kl 탱크로리
- 28kl 탱크로리
- 31kl 탱크로리
- 10kl LPG 벌크탱크로리
- 12kl LPG 탱크로리
- 15kl LPG 탱크로리
- 6.5톤 윙바디
- 11.5톤 윙바디
- 6.5톤 냉동탑차
- 11톤 냉동탑차
- 8톤 진개덤프[9]
- 11톤 진개덤프[10]
- 8톤 암롤[11]
- 11톤 암롤
- 15톤 암롤
- 8톤 압축진개차[12]
- 11톤 압축진개차
- 8kl 버큠로리[13]
- 14kl 버큠로리
- 11톤 하수도세정차[14]

## 사용된 변속기
- 6단 수동변속기
- 10단 수동변속기
- 16단 수동변속기
- 12단 자동화 수동변속기(2003년 3월부터)

## 경쟁 차종
- 현대 슈퍼트럭
- 기아 그랜토
- 쌍용 SY트럭

1. ↑  8t/11.5t/19t 카고, 39t/60t/75t/BCT 트랙터, 15t 덤프트럭, 6m3 믹서트럭, 11t/15t 암롤트럭, 11t 압축진개차, 14kl 버큠로리 등 차종이 이때 시판된 13개 차종이었다. 19t 덤프트럭, 윙바디트럭, 냉동탑차, 탱크로리 등은 이후 출시되었다.
2. ↑  해당 모델은 차세대 트럭중 유일하게 국산엔진이 아니라 수입엔진인 미국 디트로이트社의 DDC엔진이 장착되었다.
3. ↑  해당 차종에는 컨테이너박스 탑재가 가능한 '트위스트록'이 장착되어있다. 또 풀트레일러 견인을 위한 별도의 견인장치 역시 프레임 후면에 마련되어있다. 풀트레일러 역시 컨테이너박스 탑재가 가능한 '트위스트록'이 장착되어있다. 컨테이너박스 운반은 요즘 차세대나 노부스, 현대 슈퍼트럭, 뉴파워트럭, 트라고의 노후된 11톤 이상 암롤트럭의 섀시를 이용하여 개조한 일명 '콘구변' 또는 '트위스트록카고'차량들이 많다보니 풀카고/풀트레일러 차량들은 대부분 윙바디 차량으로 구조변경되고 있는 상황이다. 즉 풀카고/풀트레일러에서 카고부분만 들어내고 섀시만 남은 상태에서 윙탑을 올려서 구변신청하여 사용하고있다.
4. ↑  1996년 하반기에만 잠시 생산하던 차종으로 23톤 차대에 DV15T 370PS 엔진을 탑재하였으며 이후 미국 디트로이트사의 DDC 370PS 엔진이 탑재된 23톤 덤프트럭이 시판되면서 단종되었다.
5. ↑  1996년에 시판되었으며 특장차 전문업체를 통한 외주제작에 밀려 1998년에 소리없이 단종되었다.
6. ↑  23톤 덤프트럭 차대에 미국 디트로이트사의 DDC 370PS 엔진이 탑재된 차량으로 1996년에 시판되었으며 특장차 전문업체를 통한 외주제작에 밀려 1998년에 소리없이 단종되었다.
7. ↑  특장차 전문업체를 통한 외주제작에 의해 주문생산된 이력이 있다.
8. ↑  특장차 전문업체를 통한 외주제작에 의해 주문생산된 이력이 있다.
9. ↑  특장차 전문업체를 통한 외주제작에 의해 주문생산된 이력이 있다.
10. ↑  특장차 전문업체를 통한 외주제작에 의해 주문생산된 이력이 있다.
11. ↑  특장차 전문업체를 통한 외주제작에 의해 주문생산된 이력이 있다.
12. ↑  특장차 전문업체를 통한 외주제작에 의해 주문생산된 이력이 있다.
13. ↑  특장차 전문업체를 통한 외주제작에 의해 주문생산된 이력이 있다.
14. ↑  특장차 전문업체를 통한 외주제작에 의해 주문생산된 이력이 있다.